# 廷湖
59°54′N 8°55′E / 59.900°N 8.917°E

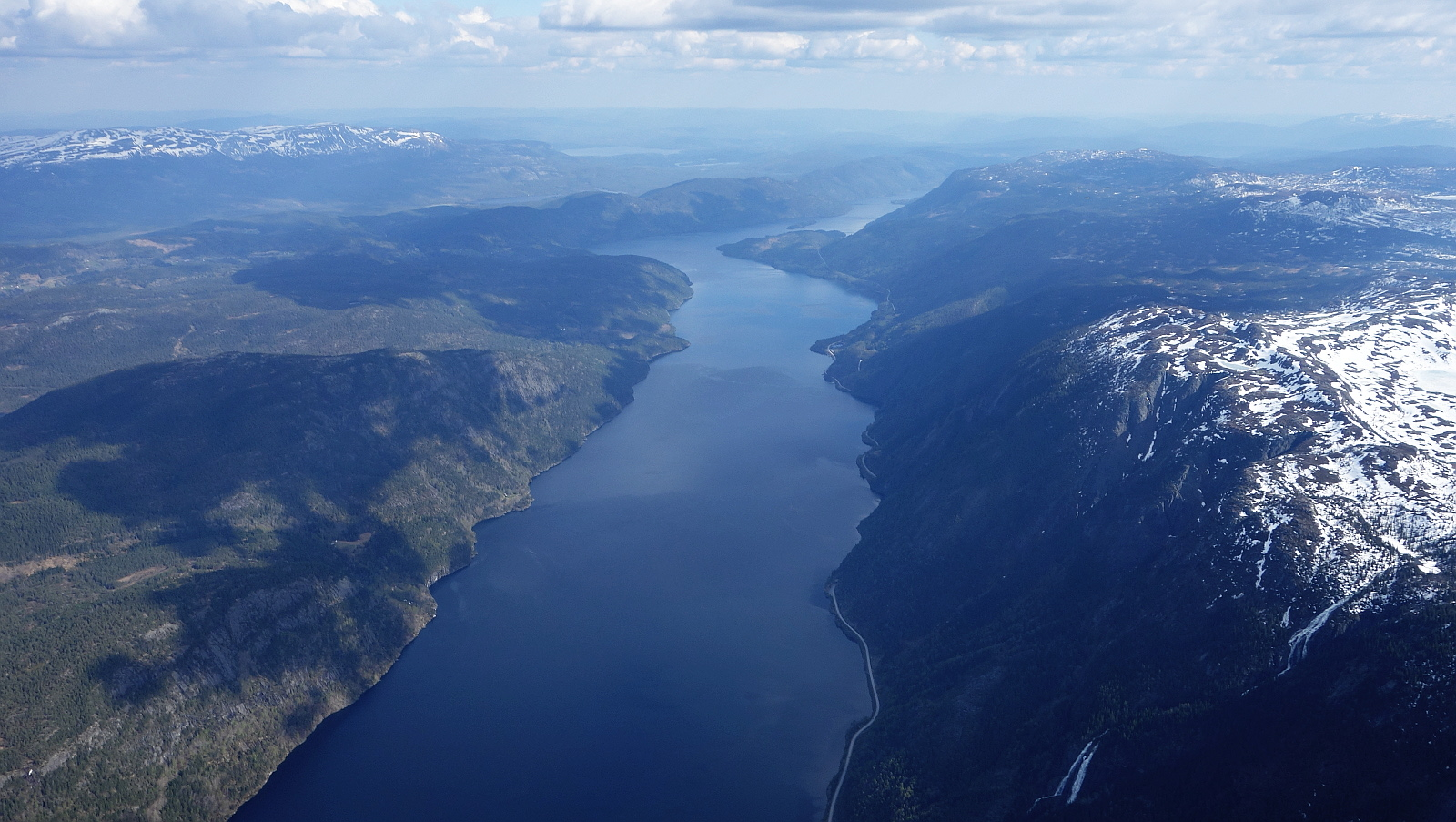
廷湖

廷湖（挪威語：Tinnsjå）是挪威的湖泊，由泰勒馬克郡負責管轄，面積51.43平方公里，海拔高度190米，最大水深460米，是該國第三深湖泊，蓄水量9.71立方公里。1944年納粹德國佔領挪威期間，一艘運送大量重水的渡輪在該湖沉沒。